# William Thomas
William Isaac Thomas (Contea di Russell, 13 agosto 1863 – Berkeley, 5 dicembre 1947) è stato un sociologo statunitense.
Fu a capo della scuola di Chicago fino al 1918, anno in cui fu arrestato e costretto a dimettersi per lasciare il posto a Robert Park. Si occupò molto della condizione degli immigrati in America. Scrisse gli immigrati e l'America, ma la sua opera più importante rimane Il contadino polacco in Europa e in America scritta con Florian Znaniecki ed edito nel 1920. Nel 1928 scrisse, con Dorothy Swaine (che avrebbe sposato nel 1935), The Child in America, in cui compare la celebre definizione della situazione.  

## Definizione della situazione
La definizione della situazione, chiamata anche Teorema di Thomas, è il suo enunciato, coniato nel 1928:
Questa affermazione di Thomas è stata considerata una delle "leggi" più importanti delle scienze sociali, il suo successo è dato anche dalla sua longevità. Sembra infatti che questa regola sia così generale ed astratta da poter essere applicata a diversi contesti sociali e in diversi periodi. La situazione sociale è il risultato di un processo graduale tramite cui i soggetti coinvolti in un'interazione "costruiscono" la propria comprensione dell'interazione stessa e del suo contesto.
Un buon esempio di situazioni che gli uomini "definiscono reali" viene riportato dallo stesso William Thomas. In un Paese è in corso una guerra civile tra due etnie che si contendono il potere politico. La stessa guerra si riflette su una piccola isola di questo Stato. 
Un giorno la guerra finisce, ma non è possibile comunicare in tempi brevi la notizia alla piccola isola, dove dunque gli abitanti delle due etnie, ignorando la pace avvenuta, continueranno a combattersi tra di loro. In questo esempio gli uomini hanno "definito una situazione come reale", cioè si sono comportati come se la guerra non fosse ancora finita, ignorando la notizia, e di fatto hanno agito di conseguenza, cioè hanno continuato a combattere.
In questo assioma di Thomas sembra ripresentarsi la differenza che pone Immanuel Kant tra il noumeno e il fenomeno, dove per noumeno ci si riferisce all'oggetto in sé, "in quanto tale", mentre con il fenomeno si designa l'oggetto "in quanto passibile di essere percepito".
Ma sembra ci sia una differenza importante al riguardo: mentre nelle scienze fisiche classiche è quasi pacifica la differenza tra l'oggetto in sé e l'oggetto come percepito, nelle scienze sociali non è affatto detto che esista un mondo sociale oggettivo e un mondo sociale percepito. 
Ad esempio, leggi come il teorema di Thomas hanno avuto un grande successo nelle scienze sociali anche perché si attribuisce grande importanza a ciò che viene rappresentato, che costituisce il dato più importante per capire molti fenomeni sociali.
Molti contributi importanti alla sociologia della conoscenza sono inseriti in linea con questa "premessa" di William Thomas, come ad esempio il fondamentale testo La realtà come costruzione sociale pubblicato nel 1966 ad opera di Peter L. Berger e Thomas Luckmann.
Sulla linea del teorema di Thomas, Robert K. Merton ha elaborato la profezia che si autoadempie (o profezia che si autoavvera) – la profezia riferita ad una situazione sociale tramite l'agire sociale si trasforma in fatto sociale, adempiendosi la profezia.